# Toronto Maple Leafs
Los Toronto Maple Leafs (en español, Hojas de arce de Toronto) son un equipo profesional de hockey sobre hielo de Canadá con sede en Toronto, Ontario. Compiten en la División Atlántico de la Conferencia Este de la National Hockey League (NHL) y disputan sus partidos como locales en el Scotiabank Arena.

## Historia

### Inicios del equipo de Toronto
En 1917 los Montreal Canadiens, Montreal Wanderers, Quebec Bulldogs y Ottawa Senators, procedentes de la National Hockey Association, decidieron crear la National Hockey League. El propietario del anterior equipo de Toronto, los Toronto Blueshirts, decidió no sumarse al nuevo campeonato por discrepancias. Ante esta situación, las cuatro franquicias pensaron que no contar con un equipo en la segunda ciudad más poblada de Canadá sería inviable, por lo que decidieron conceder una franquicia de carácter temporal a los propietarios del arena de la ciudad, Arena Gardens, hasta que los Toronto Blueshirts pudieran integrarse en el campeonato.
El nuevo equipo, oficialmente solo Toronto, contó con los anteriores jugadores de los Blueshirts, por lo que la prensa comenzó a usar esa denominación para referirse al conjunto. Toronto fue el primer campeón de la Stanley Cup en la historia de la NHL, bajo la dirección de Charlie Querrie y Dick Carroll. Al año siguiente, los propietarios decidieron hacer su propio club, el Toronto Arena, y pasó a ser una franquicia oficial. Al no poder contar con las estrellas del año anterior, la temporada de los Arenas fue infructuosa. Esto, sumado a disputas legales con el propietario de los Blueshirts, provocaron la bancarrota de la compañía Arena.
La franquicia fue puesta a la venta, y el entrenador Querrie consiguió que un grupo, que ya dirigió al St. Patricks de la Asociación de Hockey de Ontario, lo comprara. Los nuevos propietarios renombraron al club como Toronto St. Patricks, denominación que perduró hasta 1927. Obtuvieron de nuevo la Stanley Cup en 1922, con jugadores como 'Babe' Dye o 'Ace' Bailey.

### Cambio de nombre a Toronto Maple Leafs
Tras perder una demanda, Querrie se ve obligado a poner a la venta el club. A pesar de recibir ofertas más cuantiosas de otras ciudades, el anterior propietario lo vendió a Conn Smythe por 160.000 dólares. Smythe tomó control del club el día de San Valentín de 1927, y cambió el nombre de la franquicia por Toronto Maple Leafs (hoja de arce), en honor al regimiento Maple Leaf que combatió durante la Primera Guerra Mundial. Desde ese momento se caracterizaron por un juego físico que ha caracterizado históricamente al equipo.
Tras varias malas temporadas, el equipo estrenó un nuevo estadio en 1931: Maple Leaf Gardens. Liderados por la Kid Line (Busher Jackson, Joe Primeau y Charlie Conacher), lograron su tercera Stanley Cup. A pesar de obtener solo un título durante la década de 1930, Toronto llegó a la final en cinco ocasiones sin vencerla. Maple Leafs introdujo también el primer Partido de las Estrellas (All-Star) de la NHL, en homenaje a su jugador Ace Bailey que vio truncada su carrera como jugador en 1933 a causa de una lesión.
La década de 1940 fue exitosa para el club, con cinco Stanley Cups (1942, 1945, 1947, 1948, 1949) y jugadores como Syl Apps, Babe Pratt o Turk Broda. A pesar de que parte de la plantilla de 1942 abandonó el equipo por diversas razones, Toronto supo recomponerse y formar un conjunto ganador que rivalizaría con su eterno rival, Montreal Canadiens. Con su victoria en 1948, lograron desbancar a los Canadiens como equipo con más títulos de forma momentánea. El equipo volvería a vencer en 1951.

### Nuevos propietarios
En la temporada 1961-62 Conn Smythe vende todas sus acciones a un consorcio formado por su hijo Stafford y varios empresarios. El precio de venta fue de 2.3 millones de dólares. Con los nuevos dueños Toronto ganó tres Stanley Cup seguidas, de 1962 a 1964, con jugadores como Frank Mahovlich, Red Kelly, Johnny Bower, Dave Keon, Andy Bathgate, y Tim Horton. En 1967 lograron su última Stanley Cup ante los Canadiens. Darryl Sittler también destacó, y actualmente posee el récord de goles conseguidos en un partido (10)
En 1971 Stafford Smythe muere, por lo que uno de sus socios, Harold Ballard, toma sus acciones y el control de los Maple Leafs. Los conflictos internos por el control de la franquicia se extendieron a la plantilla, y Toronto no logró un solo título en esa década. El declive del equipo se produjo a partir de 1979, cuando Ballard contrató a Punch Imlach, quien fuera mánager durante los tres títulos consecutivos de 1962 a 1964, como director general. Este vendió a varios jugadores influyentes en Toronto, con la intromisión de Ballard en determinadas acciones, y la mala situación terminó en una espiral de malos resultados de los Leafs. Pero los malos resultados le permitieron coger buenos jugadores de los drafts, como Wendell Clark, máximo anotador del club por entonces.

### Resurgimiento
Ballard fallece en 1990, y un año después Stee Stavro, dueño de una cadena de supermercados y amigo personal de Ballard, compra la mayoría de las acciones de los Leafs. A diferencia del anterior propietario, Stavro decidió no intervenir en lo deportivo, y contrató como director general a Cliff Fletcher, quien venció en 1989 la Copa Stanley con Calgary Flames. Fletcher decidió construir de nuevo un bloque competitivo, mediante traspasos y el fichaje de varios agentes libres. A partir de la temporada 1992-93 el juego mejoró, y Toronto consiguió clasificarse de nuevo para los playoff. 
En 1996 Stavro se unió con Larry Tanenbaum, cofundador de Toronto Raptors (NBA), para formar una nueva empresa que dirigiera ambos clubes. Así nació la Maple Leaf Sports and Entertainmetnt, que lleva las operaciones de Leafs, Raptors, Toronto FC (Major League Soccer) y Toronto Marlies (AHL). En la temporada 1999-2000, liderados por Pat Quinn, se proclamaron campeones de división y llegaron a las finales de conferencia. Ese mismo año Toronto abandona su mítico estadio de Maple Leaf Gardens para trasladarse al Air Canada Centre. En el año 2003-04 el equipo logró un porcentaje de .623 en la temporada regular, uno de los mejores en la historia de la franquicia.
Después de la huelga de 2004-05, Maple Leafs tendría que adoptar varios cambios en la plantilla y gestión. 
En la temporada 2012/13 clasificó a los playoffs, pero perdió en primera ronda contra Boston Bruins.

## Estadio
Maple Leafs disputa sus partidos como local en el Scotiabank Arena (anteriormente Air Canada Centre) desde febrero de 1999. La cancha cuenta con capacidad para 18.800 espectadores en partidos de hockey, (20.270 con standing room), es también el arena de los Toronto Raptors de la NBA (19.800 espectadores, 20.511 contando el standing room) los Toronto Rock de la Liga Nacional de Lacrosse con capacidad de 18.800 espectadores.
Anteriormente Toronto jugó en el Maple Leaf Gardens, arena que fue abierto en 1931 y está considerado como uno de los templos canadienses del hockey sobre hielo. Dicha instalación aún no ha sido derruida, a la espera de determinar el uso que se le dará.

## Palmarés
- Stanley Cup: 13 (1917–18, 1921–22, 1931–32, 1941–42, 1944–45, 1946–47, 1947–48, 1948–49, 1950–51, 1961–62, 1962–63, 1963–64, 1966–67)
- Trofeo O'Brien: 9 (1917–18, 1921–22, 1927–28, 1932–33, 1933–34, 1934–35, 1937–38, 1938–39, 1939–40)
- Trofeo Príncipe de Gales: 2 (1947–48, 1962–63)

## Equipación e imagen
Históricamente, los colores de los Maple Leafs han sido el azul (local) y blanco (visitante) desde 1917. Su logotipo desde 1927 es una hoja de arce, símbolo de Canadá, en color azul y con el nombre del equipo en su interior. Dicha hoja ha sido estilizada en numerosas ocasiones, pero la idea original del escudo se ha mantenido intacta.
La comunidad de aficionados de Toronto (Leafs Nation) es una de las más amplias de Canadá, en dura pugna con Montreal Canadiens por ser el equipo con más apoyos dentro de su país. También cuentan con una importante presencia de aficionados en el denominado Cinturón del Sol de Estados Unidos,. El equipo mantiene rivalidad con Canadiens, Ottawa Senators, y Boston Bruins